# Rejon baranowicki
Rejon baranowicki (biał. Бара́навіцкі раён, Baranawicki rajon, ros. Бара́новичский райо́н, Baranowiczskij rajon) – rejon w centralno-zachodniej Białorusi, w obwodzie brzeskim.
Białorusini stanowią 84% populacji, Polacy 8%, Rosjanie 5,6%, zaś Ukraińcy 1,3%.

## Geografia
Rejon baranowicki ma powierzchnię 2202,32 km². Lasy zajmują powierzchnię 708,22 km², bagna 43,42 km², obiekty wodne 25,01 km².
Przez terytorium rejonu przepływa rzeka Szczara, wraz z dopływami: Myszanką, Łachazwą, Issą i Mołotowką, oraz biorą początek rzeki: Mołczadź i Serwecz.
Zbiorniki wodne: zbiornik retencyjny Gat oraz jeziora: Kodliczewskie i Domaszewskie
Wysokość terenu 180–240 m n.p.m. Najwyższy punkt rejonu 267 m n.p.m. w okolicach wsi Zielenaja.

## Ludność
- W 2009 roku rejon zamieszkiwały 41 902 osoby, w tym 2219 w osiedlu typu miejskiego i 39 683 na wsi[2] (z czego niecałe 10% we wsi Żamczużny).
- 1 stycznia 2010 roku rejon zamieszkiwało ok. 41 600 osób, w tym ok. 2200 w osiedlu typu miejskiego i ok. 39 400 na wsi[3].